# Кодеин
Кодеинът (метилморфинът) е опиев алкалоид, извличан от мака.
Това е най-широко използваният опиат в света и вероятно най-използваната дрога изобщо. За първи път е изолиран във Франция през XIX век от Жан-Пиер Робик. Съдържа се в опиума и други макови сокове в концентрация, варираща от 0,3 до 3 %. Въпреки че се извлича от опиума, най-често кодеинът се синтезира от морфина. Строго погледнато, кодеинът е естествен опиумен алкалоид, но съдържащото се в опиумния мак количество е крайно недостатъчно за практиката, затова основната част от легално произведения морфин се метилира до кодеин. Има слабо аналгетично и седативно действие.

## Приложение
Използва се като аналгетик и в сиропите за кашлица.

## Ефект и злоупотреба
Кодеинът може да бъде използван като рекреационна дрога.
В някои страни сиропите за кашлица и хапчетата, съдържащи кодеин, са достъпни без рецепта. Това е причината наркоманите често да го използват като заместител на по-силна дрога или за да предотвратят абстиненцията си. Кодеинът не може да се въвежда венозно, тъй като предизвиква много тежки възпаления на вените.
Подобно на другите опиатни производни хроничната употреба на кодеина води до психична и физическа зависимост. Когато е развита физическа зависимост, при прекратяване употребата на веществото човек бързо развива абсистенциални симптоми – трудно контролируемо влечение за употребата му, течащ нос, прозяване, потене, неспокоен сън, слабост, стомашни спазми, гадене, повръщане, диария, мускулни спазми, втрисане, раздразнимост и болка. Честата употреба води до еуфория, сърбеж, повдигане, повръщане, сухота в устата, сънливост, задържане на урина, депресия, липса на сексуално влечение и др. Някои хора могат да изпитват алергична реакция към кодеина, като подуване и обриви. Продължителната му употреба причинява дихателна депресия. Тази депресия е свързана с дозата и е механизмът за потенциално фаталните последствия от свръхдозата. Когато кодеинът е обменен чрез метаболизма до морфин, морфинът може да се предаде чрез кърмата в потенциално летални дози, фатално потискащи дишането на новороденото кърмаче.